# Bermudo III de Leão
Bermudo III de Leão (ou Vermudo III) (ca. 1015 - Toledo, 1037) foi rei de Leão de 1027 até 1037.
Filho e herdeiro de Afonso V de Leão, por ser menor aquando da subida ao trono, exerceu a regência sua madrastra Urraca Garcês de Pamplona. O seu reinado foi palco de contínuas lutas com Sancho Garcês III de Pamplona, o qual, alegando direitos dinásticos, ocupou terras na região fronteiriça de Palência, compreendidas entre os rios Pisuerga e Cea, logo após o assassínio do conde castelhano Garcia Sanchez (em 1029).
Sancho III invadiu o reino, tomando as cidades-chave de Zamora, Astorga e a própria capital, Leão, tendo Bermudo III refugiado-se na Galiza.
Só depois da morte de Sancho (em 1035) pôde recuperar os seus territórios, em Abril desse ano expande o reino para Sul numa importante batalha com os mouros em Cesar; porém, o filho deste, Fernando I de Leão, julgando-se com direito às terras reconquistadas por Bermudo, bem como ao próprio trono (por ser casado com a irmã do rei, Sancha), prosseguiu a luta expansionista da casa de Navarra, e invadiu de novo o reino, em 1037.
Bermudo morreu nesse mesmo reino, ao enfrentar Fernando na batalha de Tamaron; como não tinha descendentes directos, a coroa recaiu em sua irmã Sancha que foi proclamada rainha de Leão de jure, embora para todos os efeitos partilhasse o trono com o marido, o vencedor de seu irmão.